# Visible Noise Records
La Visible Noise Records è una etichetta discografica indipendente del Regno Unito. Le band più famose che ne hanno fatto parte sono i Lostprophets, Evile, Bring Me the Horizon e Bullet for My Valentine.

## Artisti

### Attuali
- Burn Down Rome
- Cry for Silence
- The Legacy
- Lostprophets
- Outcry Collective
- The Plight
- The Stupids
- Your Demise
- The Dead Formats

### Passati
- Bring Me the Horizon
- Bullet for My Valentine
- Days of Worth
- Devil Sold His Soul
- Fireapple Red
- Kilkus
- Kill II This
- Labrat
- Miss Conduct
- Number One Son